# Magalotti (famiglia)
I Magalotti furono un'antica famiglia di Firenze.

## Storia famigliare
Nota a Firenze fin dal XIII secolo, la famiglia ebbe come capostipite un certo Magalotto di Bonaccorso, con torri e case soprattutto tra Borgo dei Greci, via del Parlagio (dove rimangono i resti di una torre) e via dell'Acqua, che in parte vennero cedute per far nascere il complesso di San Firenze dei Filippini, come ricorda un'iscrizione in Borgo dei Greci.
Combatterono Montaperti con la fazione guelfa, per dividersi poi in due rami: quello di Gherardino, estinto nel Quattrocento, e quello di Borghese, che sopravvisse fino all'inizio del XVIII secolo. Filippo Magalotti, come ricordato anche da Giovanni Villani, fu tra gli artefici della cacciata del duca d'Atene. Lo stemma originario era fasciato d'oro e nero, a cui venne aggiunto il capo di "Libertas" in caratteri d'oro in campo rosso concesso a Giovanni di Francesco al tempo della guerra contro Gregorio XI, in quanto uno dei membri degli Otto di Guerra detti gli "Otto santi". La famiglia ebbe numerosi incarichi pubblici sia durante la Repubblica (34 priori e 3 Gonfalonieri di Giustizia) e che con il Principato. Ottavio fu un cavaliere di Santo Stefano nel 1589.

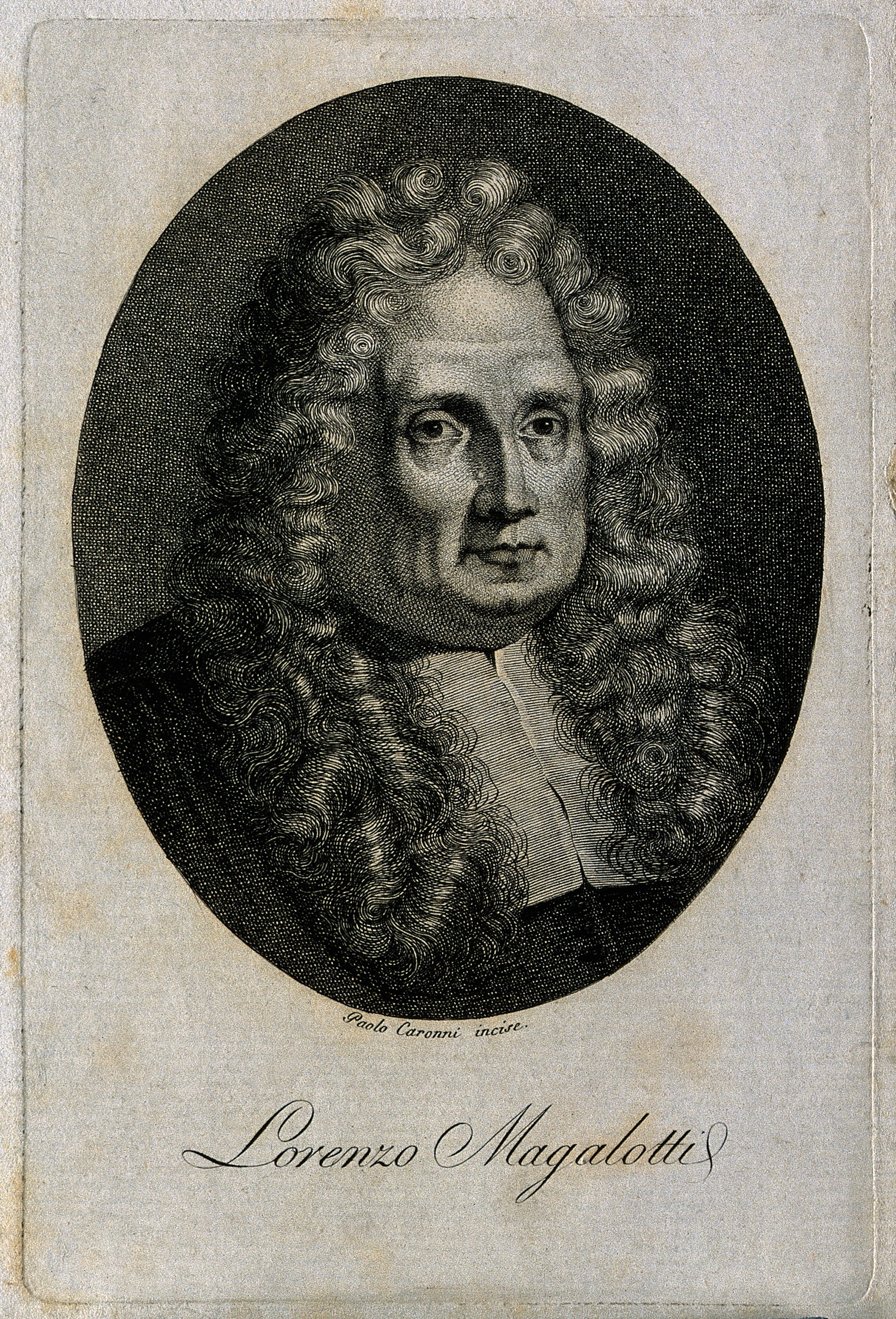
Lorenzo Magalotti, letterato

Nel 1623 i fratelli Carlo e Lorenzo Magalotti ottennero importanti incarichi da Urbano VIII: il primo fece carriera militare nella guardia del pontefice, il secondo fu cardinale; loro sorella Costanza inoltre venne maritata a un fratello del papa, Carlo, e fu madre del cardinale Antonio.
Il personaggio più noto della casa fu tuttavia il letterato Lorenzo Magalotti, membro dell'Accademia del Cimento, dell'Accademia della Crusca (col nome di Sollevato) e dell'Accademia dell'Arcadia (col nome di Lindoro Elateo). Fu uno stimatissimo relatore di saggi scientifici e anche un erudito poeta.

## Personaggi di spicco
- Gregorio Magalotti (1490 circa-1537), vescovo cattolico italiano
- Lorenzo Magalotti (1584-1637), cardinale italiano
- Lorenzo Magalotti (1637-1712), scienziato, letterato e diplomatico italiano